# Gmina Kołbaskowo
Die Gmina Kołbaskowo (deutsch Kolbitzow) ist eine Landgemeinde in der polnischen Woiwodschaft Westpommern. Sie gehört zum Powiat Policki und umfasst eine Fläche von 105,46 km² bei über 11.000 Einwohnern. Im Nordosten grenzt die Landgemeinde an das Stadtgebiet von Szczecin, im Osten durchfließt ein Arm der Oder das Gebiet der Landgemeinde und im Westen grenzt die Landgemeinde an die Bundesrepublik Deutschland.
Der Gemeinde gehören folgende Ortschaften an:
Ortsteile (Schulzenämter):
- Barnisław (Barnimslow)
- Będargowo (Mandelkow)
- Bobolin (Boblin)
- Kamieniec (Schöningen)
- Karwowo (Karow)
- Kołbaskowo (Kolbitzow)
- Kurów (Kurow)
- Moczyły (Schillersdorf)
- Ostoja (Schadeleben)
- Pargowo (Pargow)
- Przecław (Pritzlow)
- Siadło Dolne (Niederzahden)
- Siadło Górne (Hohenzahden)
- Smolęcin (Schmellenthin)
- Stobno (Stöven)
- Ustowo (Güstow)
- Warnik (Warningshof)
- Warzymice (Klein Reinkendorf)

Andere Ortschaften:
- Kamionki (Unter Schöningen)
- Przylep (Prilipp)
- Rajkowo (Reinkendorf)
- Rosówek (Neu Rosow)
- Smętowice (Marienhof)

Verlassene Ortschaften (Wüstungen):
- Barnisławiec (Neu Barnimslow)
- Gołkowo (Gülkow)
- Krasowo (Vorwerk Kerngrund)
- Waliszewo (Wilhelmshöhe)